# McLaren Speedtail
El McLaren Speedtail es un automóvil superdeportivo híbrido de producción limitada fabricado por McLaren Automotive. Después del F1, el auto es la cuarta incorporación en la serie McLaren Ultimate, después del Senna, el McLaren P1 y el F1. El automóvil también forma parte de los 18 automóviles nuevos o derivados que McLaren lanzará como parte de su plan de negocios Track22. El Speedtail fue presentado el 26 de octubre de 2018.
Programado para su lanzamiento en febrero de 2020, el automóvil se recarga mientras conduce. Debido en parte al uso de cámaras en lugar de espejos laterales y sin bolsas de aire montadas en los lados, el Speedtail no es un auto legal para circular por la calle en los Estados Unidos, excepto posiblemente bajo la ley de "Mostrar o mostrar".

## Especificaciones
El Speedtail está propulsado por un M840T modificado del 720S y un tren motriz híbrido para generar 1036 HP (1050 CV; 773 kW). El Speedtail utiliza un monocasco de fibra de carbono, con los asientos del pasajero integrados en el chasis, así como puertas diédricas como otros modelos McLaren.
El motor de combustión interna ofrece hasta 746 HP (756 CV; 556 kW) y 590 lb·pie (800 N·m) de par máximo, que combinado con un motor eléctrico que genera 308 HP (312 CV; 230 kW) y alrededor de 256 lb·pie (347 N·m) de par, totaliza hasta una potencia máxima combinada de 1036 HP (1050 CV; 773 kW) y 848 lb·pie (1150 N·m) de par (si se pregunta por qué esos números no parecen sumar, es porque el motor de combustión interna y el motor eléctrico alcanzan la potencia máxima en diferentes puntos).
El motor de combustión interna, por supuesto, está relacionado con el mismo V8 proveniente del 720S y del Senna, aunque el bloque del motor se ha modificado para acomodar el motor eléctrico.
El primer hipercoche híbrido de McLaren, el P1, podría conducirse solamente en modo EV, pero ese no será el caso con el Speedtail. En el nuevo automóvil, el e-motor actúa directamente sobre el eje de entrada de la caja de cambios de doble embrague Graziano de siete velocidades. El e-motor funciona con una batería de 115 lb (52 kg) que se encuentra debajo del tanque de combustible, que está moldeado alrededor de los dos asientos de pasajeros del Speedtail. La batería es cuatro veces más densa en potencia que la del P1, a la mitad del peso, aunque McLaren no ha publicado información sobre la capacidad de almacenamiento de energía de la batería.
McLaren cita un peso en seco de 3153 lb (1430 kg) para el Speedtail, que es un poco más pesado que las 2829 lb (1283 kg) del 720S. Impresionantemente, eso hace que el Speedtail sea un poco más liviano que el P97 de 3197 lb (1450 kg).
McLaren no ha proporcionado el dato de 0-60 mph (97 km/h). Sin embargo, han declarado que: "Todo lo que puedo decir es que es muy rápido", nos dijo Palmer.

## Desempeño
La compañía afirma que el Speedtail tiene una velocidad máxima de 250 mph (402,3 km/h) y puede acelerar de 0-186 mph (299 km/h) en 12.8 segundos. Esto lo convierte en el auto de producción más rápido de McLaren.

## Tecnología
El automóvil se recarga mientras conduce, utilizando una almohadilla de carga inalámbrica que se incluye con el automóvil, cargando lentamente la batería con la almohadilla cuando el automóvil no se está utilizando.
El Speedtail está equipado con vidrio electrocrómico, que se oscurece con solo presionar un botón, eliminando la necesidad de viseras solares y también incorpora luces LED en el interior. Del mismo modo, el Speedtail no cuenta con espejos retrovisores exteriores, sino que utiliza cámaras HD montadas en los protectores frontales que se abren cuando la ignición se enciende, y se retraen hacia adentro cuando se activa el "Modo de velocidad" que, según la compañía, es para reducir el arrastre. Las ruedas delanteras tienen cubiertas estáticas de fibra de carbono para reducir aún más la resistencia. En el exterior, presenta alerones traseros activos accionados hidráulicamente, que están formados en fibra de carbono flexible y son una parte integral de la cubierta trasera.

## Interior
El Speedtail tiene una disposición de 3 asientos, similar al F1 anterior, que tiene al conductor sentado en el centro del automóvil (y ligeramente hacia adelante) de los asientos de los dos pasajeros. En el F1 original, este diseño se utilizó para proporcionar una mejor visibilidad que un diseño de asiento convencional.
El interior del Speedtail presenta un "acabado direccional de cuero" que McLaren dice "hace que sea fácil deslizarse en el asiento, pero luego mantiene sutilmente al ocupante en su lugar mientras conducen" y es lo suficientemente fuerte como para poder usarse en lugar de una alfombra en el piso del Speedtail.
También presenta "Fibra de carbono de deposición de titanio", que es cuando "una capa delgada de micras de titanio se fusiona directamente sobre el tejido y se convierte en una parte integral de la construcción de la fibra de carbono", así como la fibra de carbono de tecnología Thin-Ply (TPT), que consiste en innumerables capas de fibra de carbono de 30 micras de espesor.
La compañía también ofrece bolsas de equipaje a medida para los propietarios de Speedtail, una práctica implementada cuando el F1 salió a la venta.

## Producción
Las pruebas se realizaron en Florida en el Centro espacial John F. Kennedy en los terrenos de pruebas de Johnny Bohmer. La pista de aterrizaje del transbordador se utilizó para las pruebas. También se probó en pistas en Alemania y España.
En noviembre de 2018, McLaren planeó construir 106 ejemplares del Speedtail, todos los cuales ya se han vendido, a un precio sugerido de alrededor de £ 2.1 millones. Debido en parte al uso de cámaras en lugar de espejos laterales y sin bolsas de aire laterales, el Speedtail no es legal en la calle en los Estados Unidos, a pesar de que alrededor del 35% del total de automóviles fueron comprados por estadounidenses.
Un portavoz de la compañía declaró que el automóvil puede ser legal, a la espera de la aprobación de la NHTSA, para ser importado a los EE. UU. Según la ley "Mostrar o mostrar", que exime a los automóviles que son "histórica o tecnológicamente significativos" de los estándares de seguridad de NHTSA, pero requieren que los propietarios no conduzcan el vehículo más de 2500 mi (4023 km) en un período de 12 meses. McLaren ha dejado en claro que no ofrecerán asistencia para importar o registrar el Speedtail en los Estados Unidos.
La producción del McLaren Speedtail comenzó en el Reino Unido después de que se completaron las pruebas de alta velocidad en diciembre de 2019. La versión prototipo XP2 había "alcanzado su velocidad terminal más de 30 veces", llegando a 250 mph (402 km/h) y capaz de pasar a 186 mph (299 km/h) en menos de 13 segundos. Las primeras entregas, 106 automóviles, fueron programadas para febrero de 2020 a Woking, Inglaterra.